# 普雷诺韦勒
普雷诺韦勒（法語：Prénovel，法語發音：[pʁenɔvɛl]）是法国汝拉省的一个旧市镇，属于圣克洛德区。2016年，普雷诺韦勒与市镇绍德普雷合并为新市镇楠谢。

## 地理
普雷诺韦勒（46°30'43"N, 5°50'22"E）面积8.2 平方千米，位于法国勃艮第-弗朗什-孔泰大區汝拉省，该省份为法国东部内陆省份，北起上索恩省，西北接科多尔省，西临索恩-卢瓦尔省，南至安省，东与杜省和瑞士接壤。
与普雷诺韦勒接壤的市镇（或旧市镇、城区）包括：绍德普雷、沙泰勒德茹、格朗德里维耶尔、莱皮亚尔、圣莫里斯-克里亚。
普雷诺韦勒的时区为UTC+01:00、UTC+02:00（夏令时）。

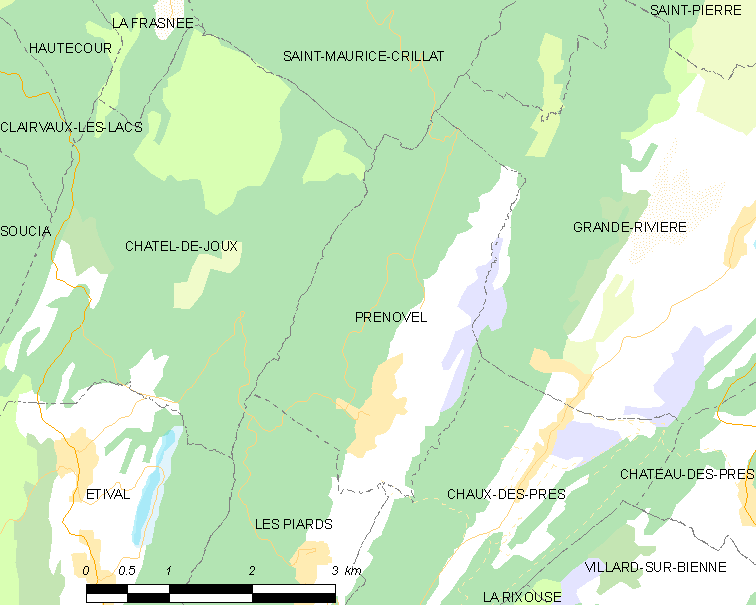
普雷诺韦勒的OSM定位图

## 行政
普雷诺韦勒的邮政编码为39150，INSEE市镇编码为39442。

## 政治
普雷诺韦勒所属的省级选区为圣洛朗昂格朗沃县。

## 人口

1962-2008年间普雷诺韦勒人口变化图示

普雷诺韦勒于2018年1月1日时的人口数量为272人。